# Каїрські брами

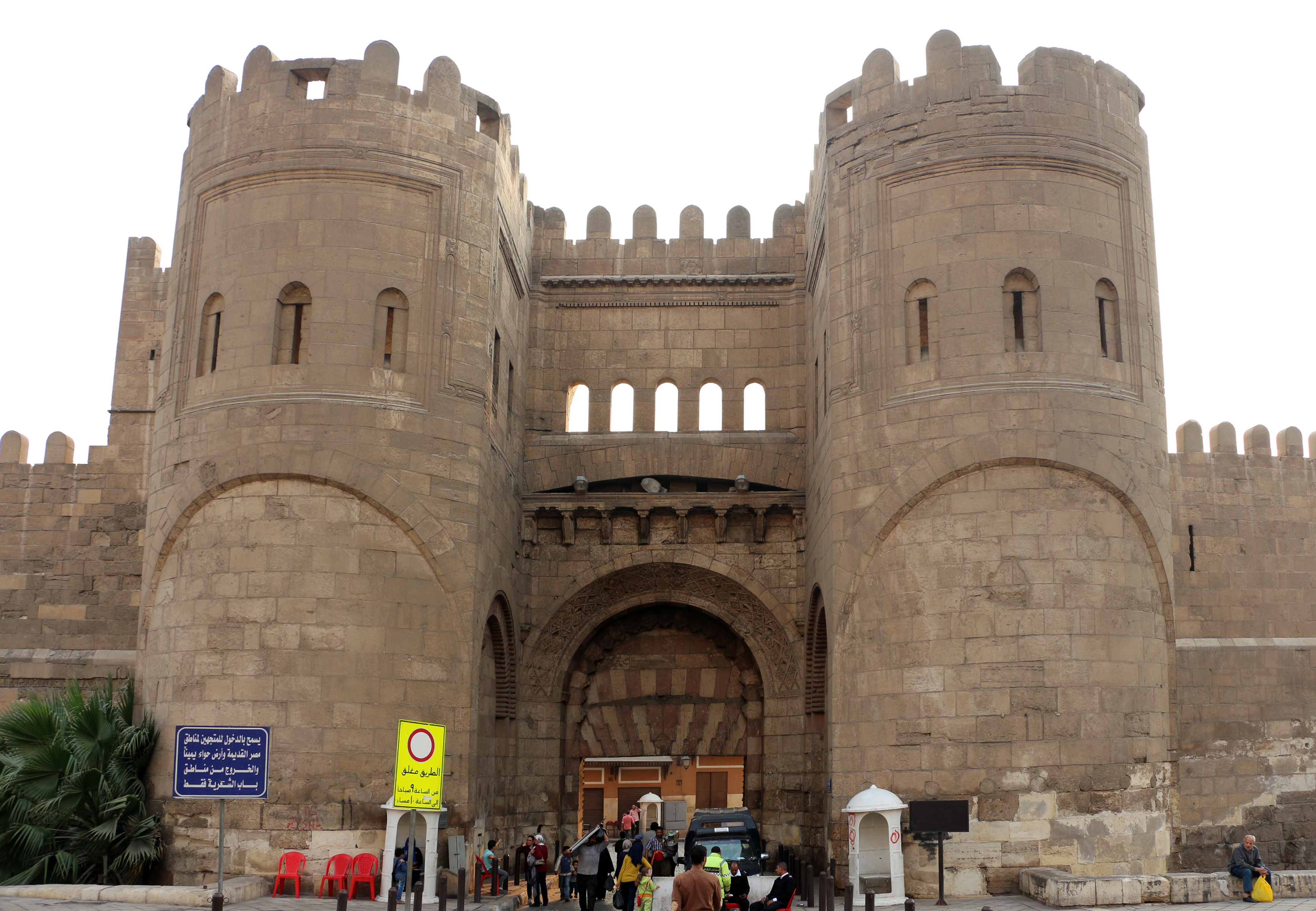
Баб аль-Футух

Каїрські ворота — фортифікаційна пам'ятка середньовічного Каїру. Насьогодні зберіглися лише 3 воріт. 
Каїр засновано у 969 Гаваром аль-Сікіллі, після чого став столицею Фатімідського халіфату. У цьому ж році була зведена оборонна стіна навколо міста . У 1092 році Фатіміди збудували навколо Каїру другу стіну. Місто з двома стінами мало велику кількість міських брам, що захищали Каїр як ззовні, так і зсередини. Основною задачею міських воріт було виконання оборонної функції, проте вони також розмежовували різні райони Каїру та протидіяли змін в кастовій системі, відгороджуючи бідних від багатих. У багатьох місцях ворота прикрашені декоративними елементами та розписами, що мали наголошувати на перемоги та досягнення Фатімідського халіфату, його правителів, процвітання міста та укріплення позиції ісламу. На конструкцію воріт повпливали ворота, які були побудовані Фатімідами в Тунісі, а саме  головна брама в місті Махдію . 
Баб ( باب ) - арабською  "двері" або "вхід"; від bawwaba (перек. "поділити на глави чи розділи").

## Ворота
Ворота, які були побудовані в середньовічному Каїрі: 
- Баб аль-Багр (Берегові ворота), побудовані в 1174 році Бахою аль-Дін Каракуш, біля північно-західного кута в північній стіні; зруйновані під час модернізації міста Мухаммадом Алі на початку 19 століття.
- Баб аль-Баракія I (Перші блаженні ворота), побудовані Джахаром аль-Чакалі ; знищений у 1936 році.
- Баб аль-Баракія II (Другі блаженні ворота), побудовані Шалом аль-Діном у 1184 році у  частині східної стіни, що дозволило розширенню міста на схід від Нілу .
- Баб аль-Фарадж (Ворота Сакор), побудовані у південній стіні Каїру біля залу, де знаходиться гробниця Сета Сеада.
- Баб аль-Футу - побудовані у 1087 році, залишаються на північній частині вулиці Муїца і до сьогодні.
- Аль-Баб аль-Джадід (Нові ворота), збудовані у 1170 р. у східній стіні; все ще існують.
- Баб аль-Гурі (Ворота нападника)
- Баб-аль-niusayniyyah (Ворота Хусайніях), названі в честь місця розташування.
- Баб аль-Халк (Ворота творіння)
- Баб Ель Хога
- Баб аль-Нашр (Ворота перемоги), побудовані у 969 році н.е., були замінені в 1121 році Баб аль-Ізз (Ворота процвітання), зараз розташовані в районі вулиці Муїц
- Баб аль-Канцара (Ворота моста)
- Баб аль-Цила (Лужні ворота)
- Bāb al-Shaarīy'ah арабською мовою: باب_الشعرية (Ворота приписуються імені племені)
- Баб аль-Сілсіла (Ворота ланцюга)
- Баб аль-Сірр (Ворота таємниці)
- Баб аль-Тауфік (Ворота успіху)
- Баб аль-Вазір (Міністерські ворота), збудовані в 1341 році візиром (міністром держави) Наймом аль-Діном Мухаммадом; не зруйновані.
- Баб Хан аль-Халілі (Ворота Хана аль-Халілі, посилаючись на район)
- Баб Саада (Ворота щастя)
- Баб Дарб аль-Лабан (Ворота Чумацького Шляху)
- Баб Зувейла - (Баваббат аль-Мітвалі), побудовані в 11 столітті, розташовані на півдні Каїру, вціліли.